# Sirene (Levante)
Sirene è un singolo della cantante italiana Levante, pubblicato il 7 luglio 2020.

## Pubblicazione
Il brano è stato annunciato dalla cantante tramite social media il 1º luglio 2020.

## Descrizione
L'argomento del testo è la pandemia di COVID-19 del 2019-2021, che ha reso necessaria l'introduzione di misure di distanziamento sociale e, dal 9 marzo al 18 maggio 2020, l'imposizione di un lockdown sull'intero territorio nazionale italiano; in particolare è un dialogo tra Levante e una persona amata che simboleggia gli ammiratori della cantautrice. Il brano è nato dopo che Levante è stata costretta ad annullare il tour estivo a causa dell'emergenza sanitaria. Il ritornello gioca sull'omonimia tra le sirene del mito di Ulisse e le sirene delle ambulanze («Amore, dici: "Sento le sirene" / ma non c'è traccia di mare intorno a noi»).

## Video musicale
Il videoclip, diretto da Giacomo Triglia, è stato reso disponibile in concomitanza con l'uscita del singolo sul canale Youtube della cantante.

## Tracce
Testi e musiche di Claudia Lagona.
1. Sirene – 3:25